# 汕尾市
汕尾市（さんび-し）は中華人民共和国の広東省に位置する地級市。

## 地理
広東省東南部の沿海部に位置し、掲陽市、梅州市、河源市、恵州市に接する。

## 歴史
汕尾市では約6,000年前の新石器時代の遺跡が発掘されており狩猟や漁撈を中心に活動が行われていた。古来は百越の活動地であり、中原の影響が及ぶようになったのは秦代以降である。秦から漢にかけては南海郡傅羅県が設置されていた。前111年（元鼎6年）、漢の武帝により南越国が滅亡すると汕尾地区に海豊県が設置され中原王朝の直接支配が開始された。591年（開皇11年）、隋の文帝は東官郡と梁化郡を合併し循州を設置し、海豊県も循州の管轄となった。
622年（武徳5年）、唐の高祖は海豊県の東部に安陸県（現在の陸豊市、陸河県）を設置したが、627年（貞観元年）、太宗により廃止となり海豊県に戻されている。五代十国時代、循州が禎州と改称され、北宋時代の1021年（天禧5年）に皇太子であった趙禎に名諱し恵州と改称され、海豊県のほかに博羅、河源、帰善の各県が広南東路恵州の管轄となり、その後も行政区の改変が行われたが近代まで汕尾は恵州の管轄におかれていた。
中華人民共和国が成立すると海豊県・陸豊県は東江専員公署の管轄に置かれた。1953年に東江専員公署は粤東行政公署の、1957年に恵陽専員公署の管轄に行政改編されている（1958年から1983年までは汕頭地区専員公署の所管）。
1988年1月、国務院の指示により海豊県・陸豊県の上位行政区として汕尾市が設置され、海豊県南部沿海の汕尾、紅草、馬宮、東涌、田墘、捷勝、遮浪の7鎮を市城区とし陸豊県北部山間区の河田、河口、新田、螺渓、水唇、上護、南万、東坑の8鎮により陸河県が設置された。1995年は陸豊県が県級市に昇格し現在に至っている。

## 行政区画
1市轄区・1県級市・2県を管轄する。
- 市轄区：
  - 城区
- 県級市：
  - 陸豊市
- 県：
  - 海豊県・陸河県

| 汕尾市の地図                                                                   |
| ------------------------------------------------------------------------------ |
| 城区 海豊県 陸河県 陸豊市 の一部（東沙群島）は中華民国（台湾）が統治している。 |

### 年表
この節の出典
- 1988年1月7日 - 広東省恵陽地区海豊県の一部が分立し、汕尾市が発足。城区を設置。(1区3県)
  - 恵陽地区海豊県・陸豊県を編入。
  - 陸豊県の一部が分立し、陸河県が発足。
- 1995年1月19日 - 陸豊県が市制施行し、陸豊市となる。(1区1市2県)

## 交通

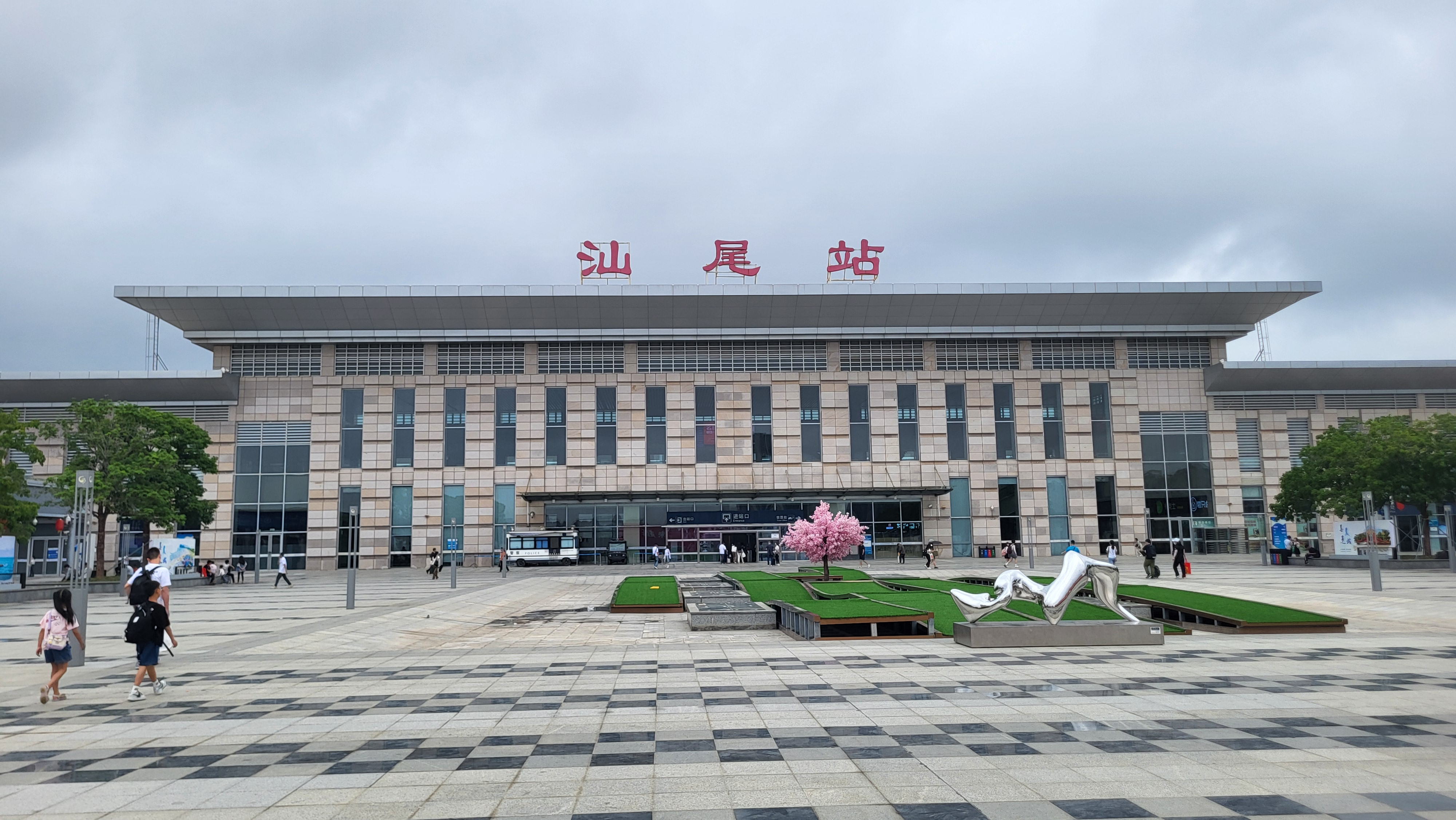
汕尾駅

### 鉄道
中心となる駅は汕尾駅で、廈深線と甬広高速鉄道が利用可能。当駅と省都の広州の間は高速列車で1時間半から2時間、深圳の間は1時間程度である。

### 道路
- 高速道路
  -  瀋海高速道路
  -  甬莞高速道路（中国語版）
  -  梅汕高速道路（中国語版）
- 国道
  - G228国道
  - G235国道（中国語版）
  - G236国道（中国語版）
  - G324国道